# 国鉄キハ07形気動車
国鉄キハ07形気動車（こくてつキハ07がたきどうしゃ）は、日本国有鉄道（国鉄）が1951年に再生改造した一般形気動車（ディーゼル動車）である。旧形式名はキハ42500形（2代目）で、1957年の称号改正でキハ07形に改称された。

## 概要
キハ42500形（2代目）の前身であるキハ42000形は昭和時代初期に鉄道省が開発したキハ41000形ガソリン動車を基本とし、大都市近郊路線に投入するために車体寸法を拡大して機関出力を強化したものである。
キハ42000形には、1935年（昭和10年）から62両が量産されたガソリン機関搭載の基本形式であるキハ42000形、および、1937年（昭和12年）に3両が試作されたディーゼル機関搭載の派生形式であるキハ42500形（初代）の2形式が存在した。キハ42500形（2代目） → キハ07形はこれらのうち、戦後まで残存していた車両について機関をディーゼル機関に換装して再生改造されたグループと、これらの設計に準じて戦後追加製造されたグループで構成される。

## 構造
キハ42000形気動車は、全長19m、自重約27t、定員125名、燃料積載量400リットルと、量産形気動車としては当時日本最大級の気動車で、機関も日本製気動車用床下吊り下げ形ガソリン機関としては最大のGMH17形を搭載していた。
基本設計は先行するキハ41000形に多くを負っているが、そのキハ41000形自体が江若鉄道C4形などの日本車輌製造製私鉄向け大型気動車の開発成果を基にしており、型鋼を多用した軽量車体構造や菱枠構造を採用した台車などにその影響は顕著であった。

### 車体
車体前頭部は当時の流線型ブームの影響を取り入れた半円形スタイルが採用された。工程短縮のため半円柱の2次曲面とされ、窓ガラスには通常の板ガラスを使用したため、6枚窓構成となっている。1936年に東京大学航空研究所でキハ42000形の模型を用いて行われた風洞実験では、平妻の車体より空気抵抗が軽減されていることが立証されている。塗装はウィンドウ・シルから上が灰黄色（黄かっ色2号）、下が藍青色（青3号）であった。
客用扉は片側3箇所に設置された。車内の座席は背の低いクロスシートが配置されたが、扉付近は混雑緩和のためロングシートとされた。窓配置はD1231D1321Dという不規則なものであるが、これは戸袋部分の制約や構体の強度確保等に起因しており、車内に等間隔で並べられたクロスシートは窓とは合っていなかった。

### 主要機器
本形式はキハ41000形同様に動力伝達方式が機械式と呼ばれる、自動車のマニュアルトランスミッションと同様の手動変速方式で、総括制御ができない構造であったため、大都市近郊の路線で1両で頻繁運行するのが原則であった。ラッシュ時などに連結運転を行う必要がある場合は、各車両に運転士が乗車し、先頭車の運転士がブザーにより後方の車両へ合図を送り、後方の車両の運転士はその合図に従って運転操作を行う協調運転を行っていた。この協調運転は大阪市の西成線（現在の桜島線）などの路線で実施され、戦後も千葉県など一部で行われた。

#### 機関
機関はキハ41000形搭載の鉄道省と日本国内のエンジンメーカー各社が共同で開発したGMF13形6気筒エンジンをベースに、気筒数を増やして直列8気筒とした「GMH17」（水冷4ストローク縦型、サイドバルブ、排気量16.98リットル）ガソリン機関で、連続定格出力150PS/1500rpm、最大出力200PS/2000rpmであった。垂直シリンダエンジンの床下搭載という制約からくるストロークの限界と、GMF13がボア拡大できる余地が（ブロックの摩耗時ボーリング再生を配慮した気筒間肉厚マージンの大きさを考慮しても）十分なものではなかったことから、GMF13のボア・ストローク拡大ではなく、130mm×160mmのボア・ストローク比はそのままに気筒数を追加する、比較的技術のハードルが低い手段を採ったものである。ヘッド部分はGMF13が3気筒ずつ分割の2ブロック構成であったのに対し、GMH17では4気筒ずつ分割の2ブロック構成とした。
点火時期調整については、GMF13では遠心力制御による機械式ガバナを用いたのに対し、GMH17は出力増大を考慮して吸気負圧制御をも併用した機械・真空式ガバナに進歩した。キャブレターは排気量増大に見合った大容量キャブレターが作れず、日本気化器（現・ニッキ）製のGMF13用ストロンバーグ型アップドラフト・キャブレター「トキハUT-5」の同型品を2基装備したツイン・キャブレター方式で対処している。なお、国産機関の採用は、ウォーケシャ6RBなどの輸入機関を使用する例が多かった江若をはじめとした私鉄向け大型気動車群や外地向け気動車群とは一線を画していた。

#### 動力伝達装置
円錐式クラッチ板、4段の変速機(D211)はキハ41000形と同一であったが、台車に装架される逆転機については、歯車比を3.489から2.976に変更して高速運転に対応したD208を別途設計している。

#### 台車
台車はキハ41000形の軸バネ式の菱枠台車（アーチバー台車）TR26をベースに、ホイールベースを1800mmから2000mmに拡大したTR29を採用した。約7tの重量増加に対応して下揺枕を設けて枕バネ構成を変更、車軸を10t短軸とした。TR26・29系台車はその軸距の短さとバネ構成から、高速運転時にピッチング現象が発生しやすいという問題があったが、当時の国鉄車両用台車としては珍しく走行抵抗軽減を目的としてスウェーデンのSKF社製品を元に日本精工(NSK)などで国産化した複列テーパー（円錐）ローラーベアリングを軸受に採用し、軽量化に特に留意した構造と共に、日本車輌の私鉄向け気動車の設計を元にした先進的なコンセプトの下で設計された台車であった。

#### ブレーキ
ブレーキシステムはキハ41000形と同じ直通・自動両用型のGPSブレーキが採用された。キハ41000形と比してより高性能な、幹線での運用をも可能とする走行性能が与えられていたが、前述の機械式変速機とあわせて、長大編成での運用は考慮されていなかった。

## 形式別解説
キハ42000形は、1935年から1937年にかけて62両（42000 - 42061）が製造された。このほか、ディーゼル機関を搭載した試作車キハ42500形が1937年に3両（42500 - 42502）製造されている。製造は、民間の川崎車輛、日本車輌製造、新潟鐵工所のほか、鉄道省の大宮工場でも行なわれた。
戦後にもディーゼル機関を搭載し、ドアのプレスドア化など細部の仕様を変更した同形車が製造されている。こちらは、1952年に20両が製造された。

### キハ42000形
キハ42000 - 42003の4両は1934年度に川崎車輛で製造され、試作車としてキハ42000と42001が宮原機関庫へ、42002と42003が名古屋機関庫へ配置された。塗装は名古屋の42002・42003が後の気動車標準色となる濃コバルト色と灰白色のツートン、宮原の42000と42001は濃褐色と黄褐色のツートンとされた。この最初の4両は各種試験に投じられたのち、宮原の2両は西成線（現・桜島線・大阪環状線の一部）で、名古屋の2両が武豊線・中央本線名古屋口ローカル用に使用された。
1935年7月15日と16日には東京駅 - 静岡駅間でキハ42000・42003を使用した高速試運転が実施され、15日の運転では最高速度108km/hを記録した。東京駅では新車のお披露目とともに見学者向けに濃コバルト色と濃褐色のどちらが良いかを問うアンケートも実施された。
鉄道省はキハ42000形の量産を決定し、1935年から1937年にかけて62両が製造された。塗装は高速試運転時のアンケートの結果や耐久性も考慮して濃コバルト色と灰白色のツートンが採用された。西成線の濃褐色と黄褐色は内燃動車では採用されなかったが、後に52系電車（流電）で使用され、関西急電色として戦後の80系電車にも採用された。
以後は日本各地で多くの場合、1933年以降すでに先行して41000形が導入されていた路線にこれを置き換え、あるいは併用する形で投入され、捻出した41000形で新たな気動車運行路線を開拓する措置が（42000形増備が停止する1937年の戦時体制期までの短期間であったが）進められた。
製造所及び製造年、両数、番号は以下のとおりである。
- 1934年度
  - 川崎車輛（4両） - 42000 - 42003
- 1935年度
  - 日本車両（17両） - 42004 - 42010, 42013 - 42022
  - 川崎車輛（13両） - 42011, 42012, 42023 - 42033
- 1936年度
  - 大宮工場（6両） - 42034 - 42039
  - 日本車両（8両） - 42040 - 42043, 42047 - 42050
  - 川崎車輛（4両） - 42044, 42051 - 42053
  - 新潟鐵工所（2両） - 42045, 42046
- 1937年度
  - 日本車両（3両） - 42054 - 42056
  - 川崎車輛（3両） - 42057 - 42059
  - 新潟鐵工所（2両） - 42060, 42061

### ディーゼル機関試用車（キハ42500形）
1936年に、GMH17をベースに日本国内の鉄道車両用機関の有力メーカー3社の手によってディーゼル化したエンジンが試作され、これらを搭載し比較試験を行うためにキハ42000形と機関系統の機器以外は同一の車両が3両、キハ42500形という別形式で製造された。
この時試作されたのは新潟鐵工所LH8、池貝鉄工所8HSD13、三菱重工業8150の3社3種であった。いずれもGMH17を基本とする縦型8気筒150馬力級ディーゼル機関であった。前2社が渦流式の副燃焼室を持つ排気量16990ccの渦流室式、三菱が直接燃焼室に燃料を噴射する排気量19467ccの直噴式、と各社が自社の得意とする技術を生かした仕様での独自設計で、各部に様々な差違があり、特に前2社製と三菱製では口径・ストローク共に異なるシリンダヘッド周辺を始め、相互間の部品の互換性はなかった。
これら3種による試験の結果、比較的悪質な燃料での使用に耐え、シリンダ内圧が低いため工作技術面でのハードルも低く、また海外特許や輸入部品への依存度が低いため国内生産が容易な渦流室式の採用が決定され、鉄道省と試験に参加した3社と川崎車輌、神戸製鋼所の共同設計で、標準型8気筒150馬力級ディーゼル機関の設計と試作が行われたが、実質的には新潟鐵工所LH8Xの直系というべき設計となった。なお、戦時体制への移行で機関の開発が中断され、実車試験は実施されなかったが、この機関が戦後のDMH17系ディーゼルエンジンの原型機となった。
製造所及び製造年、両数、番号は以下のとおりである。
- 1936年度
  - 川崎車輛（3両） - キハ42500形 - 42500 - 42502

### 天然ガス動車への改造車（キハ42200形）
戦後まで残存していたキハ42000形およびキハ42500形の一部は、戦後の輸送量の急増と、燃料統制によるガソリン配給量半減への対応のため、1950年に天然ガス動車（キハ42200形）に改造された。これらが使用された千葉地区では、木原線で戦時中からの41000形ガスカー運行事例や、九十九里鉄道でのガスカー採用事例などもあって、1949年以降、房総東線の乗客による主要線区でのガスカー運行運動が盛んになっており、ガソリン供給事情の逼迫も伴って、ガスカー導入拡大を真剣に検討せざるを得ない事態となっていた。
まず1950年4月に新小岩工場で改造された9両が、天然ガスを産出する千葉県内の久留里線、房総東線、房総西線、木原線、東金線で使用開始され、同様に天然ガスを産出した新潟近郊の越後線、弥彦線、信越本線（新津 - 新潟、直江津 - 新井）、磐越西線（馬下 - 新津）にも投入されることになり、長野工場で11両が改造された。同年10月には、千葉地区用に2両が増備され、計22両が天然ガス動車となった。
GMF17エンジンにはガソリン用気化器に代わって、ガスエンジン仕様とするためのガス調整器が装備された。床下には40Lガスボンベ24個が設置され、その搭載スペースを捻出するため、ラジエータが運転台下の台車前方・車端部側に移設されていることで、外見からもガスカーと判別できた。
列車混雑に悩まされていた沿線利用者からは「ガスカー」によるフリークエントサービスは歓迎されたが、燃料の天然ガス価格が極端に高価であること（1951年時点で1kmあたりの走行コストを比較すると、ディーゼル動車（軽油燃料）1円65銭、ガソリン動車6円91銭であるのに比し、天然ガス動車は11円70銭であった）、ガス充填作業に時間や手間が掛かること、出力の小ささ（正規のガソリン燃料使用時の約8割強に低下）や、機関の老朽化、爆発の危険性など、天然ガス動車運行に伴う障害は多く、運行する支社や現場は苦慮せざるを得なかった。それでもしばらく天然ガス動車の運行が継続されたのは、天然ガス自体は地元で産出するため安定供給が可能であり、沿線からの気動車運行ニーズも非常に高かったことによる。
燃料統制が1952年に解除され、安価な軽油の入手が容易になったことなどから、同年中には機関をディーゼル機関に載せ換え、キハ42500形（2代目）に再改造されて天然ガス動車は消滅した。しかし、もと天然ガス動車の42500形にはディーゼル化後もラジエータ位置が運転台下のまま存置されたものもあり、出自を判別できた。
改造前後の新旧番号対照は、次のとおりである。
- 42011 > 42200
- 42012 > 42201
- 42023 > 42202
- 42026 > 42203
- 42031 > 42204
- 42032 > 42205

- 42034 > 42206
- 42036 > 42207
- 42001 > 42208
- 42002 > 42209
- 42005 > 42210
- 42009 > 42211

- 42016 > 42212
- 42027 > 42213
- 42033 > 42214
- 42048 > 42215
- 42049 > 42216
- 42050 > 42217

- 42051 > 42218
- 42053 > 42219
- 42500 > 42220
- 42501 > 42221

### 電気式への改造計画（キハ42400形）
天然ガス動車への改造と同時期の1950年、キハ41000形に対して、陸軍統制型機関にルーツを持つバス・トラック用ディーゼルエンジンである、日野ヂーゼル製のDA55に載せ換える改造が実施され、使い勝手が良く故障が少なかった。しかし、この機関は車体が大きく自重も重いキハ42000形には不適当で、駆動用機関としてそのまま使用することはできなかった。
そこで、DA55を発電機関として搭載し、電車用電動機をGMH17や変速機が装架されていたスペースに装架、ユニバーサルジョイントによる気動車の駆動システムで台車に動力伝達する、原始的な直角カルダン駆動方式（一種の車体装架カルダン駆動方式）を用いた電気式気動車への改造が計画され、キハ42400形として7両が改造されることが予定されたが、先に改造されたキハ41000形において出力の小ささが問題となり、42000形に対してはDMF13形を採用することとなった。

### DMH17への換装車（キハ42500形）
戦時中にほぼ完成しながら放置され、戦後試作機が発見されて再度開発が進められていた、GMH17後継の標準型ディーゼル機関がDMH17として制式化され、量産品が1951年に完成した。その評価試験結果が良好であったため、この機関を用いたキハ42000形、キハ42200形およびキハ42500形（初代）のディーゼル動車化を同年2月から開始した。
この新型機関を搭載する車両は新たにキハ42500形（2代）とされ、43両が大宮工場、新小岩工場、長野工場、名古屋工場、多度津工場で機関換装・改番された。番号は廃車および供出車の欠番を整理する目的で42500～42542に改番されたが、順序は不規則で旧番号順ではない（ただし、初代42500形3両は、結果的に改番を免れた42502以外の42500・42501の2両も、天然ガス動車からの再ディーゼル化に際して、製造当初と同じ車番に復旧する結果となっている）。改造前後の番号は下記のとおり。
改造前>改造後
- 42220 > 42500
- 42221 > 42501
- 42502 > 42502
- 42013 > 42503
- 42014 > 42504
- 42029 > 42505
- 42035 > 42506
- 42046 > 42507
- 42047 > 42508
- 42052 > 42509
- 42208 > 42510

- 42209 > 42511
- 42003 > 42512
- 42210 > 42513
- 42006 > 42514
- 42007 > 42515
- 42008 > 42516
- 42211 > 42517
- 42200 > 42518
- 42201 > 42519
- 42212 > 42520
- 42018 > 42521

- 42019 > 42522
- 42202 > 42523
- 42203 > 42524
- 42213 > 42525
- 42028 > 42526
- 42204 > 42527
- 42205 > 42528
- 42214 > 42529
- 42206 > 42530
- 42207 > 42531
- 42038 > 42532

- 42039 > 42533
- 42040 > 42534
- 42215 > 42535
- 42216 > 42536
- 42217 > 42537
- 42218 > 42538
- 42219 > 42539
- 42055 > 42540
- 42057 > 42541
- 42058 > 42542

### 戦後増備車（キハ42500形42600番台）

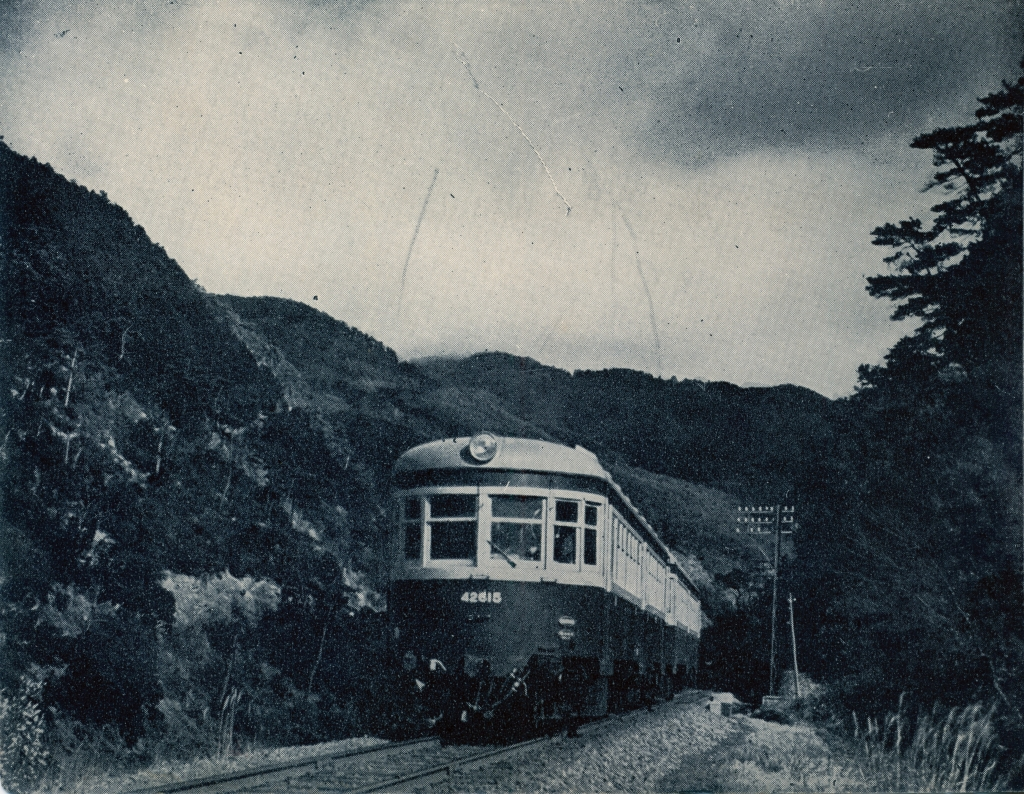
キハ42500形（戦後増備車の42600番台車）。山陰本線馬堀駅付近、1954年頃

石油の統制が解除された1952年には、新たに20両がDMH17搭載で追加生産された。形式は同じキハ42500形だが、車番は区分の意味で42600 - 42619となった。車体が溶接組立でリベットなしとなり、前照灯は埋込み式、客扉は当初から鋼板プレスドアで、車内の座席配置の一部変更、全車輪の当初からのプレート車輪化などの変更がされた。
製造所及び製造年、両数、番号は次のとおりである。
- 1952年度
  - 新潟鐵工所（15両） - 42600 - 42614
  - 東急車輛製造（5両） - 42615 - 42619

## 概略

### 高速試験運転
本形式での流線型採用の背景の一つとして、流線型ブームと共に、ドイツ帝国鉄道（DR）が「フリーゲンダー・ハンブルガー」として知られる一連の電気式気動車による高速インターシティサービスを展開して大成功を収めていたのに当時の鉄道省が刺激され、気動車の高速運転を検討していたことが挙げられる。
そのため、本形式はその竣工直後の1935年6月18日から19日にかけて名古屋 - 大阪間で、7月15日・16日に、超特急「燕」に続行する形で東京 - 静岡間でそれぞれ高速試運転を実施し、東京 - 静岡間ではキハ42000+キハ42003の2両による試運転列車が表定速度86km/h、最高速度108km/h（沼津-静岡間で到達）を記録、一度は小田原で先行する「燕」に追いついてしまうなど、気動車による高速列車運行の可能性を示唆した。
その一方で、機械式ガソリンカーの協調運転には問題が多いこともこの時点で既に指摘されており、結局本形式による正式な高速運転の実施は断念された。このため以後、総括制御の可能なキハ43000形電気式ディーゼルカーや液体式変速機などの技術開発が進められたが、これらも戦局の悪化による燃料統制で中止となり、開発途上にあった液体式変速機や、ほぼ完成段階にあった試作標準型ディーゼル機関はそのまま戦後まで各地の工場で放置された。

### 中国大陸への供出
1937年の日中戦争勃発で日本陸軍は中国大陸占領地の鉄道を接収し、上海や南京など華中地域の鉄道は華中鉄道による運営となった。日本陸軍の要請により現地の鉄道運営のための鉄道車両や資材の供出が行われることになり、鉄道省から9600形、C51形、D50形、スハ32600形やキハ40000形、キハ42000形などの一部が標準軌に改軌されて供出された。
キハ42000形は10両（42021, 42022, 42041 - 42045, 42059 - 42061）が供出の対象となり、1938年5月31日付けで特別廃車の手続きが取られ、大宮工場と鷹取工場で標準軌化の上で華中鉄道に送られた。大陸では近郊列車に使用されたが、各車とも戦後の消息は不明であるとされていた。しかし後年の調査により、中国東北部遼寧省の撫順鉱業集団運輸部（いわゆる撫順電鉄）にて、少なくとも4両の本形式が車体更新の上電車の付随車として運行されていた事が判明した。また、電車付随車としての運用が終了した後も、職員輸送用客車や職員詰所などとして活用されていたことが確認されている。

### 西成線列車脱線火災事故

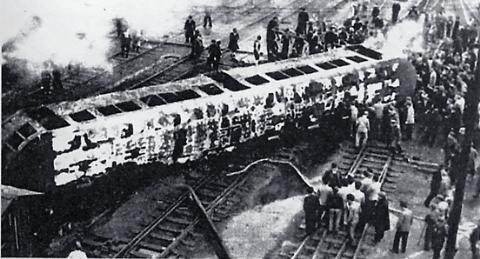
事故現場で横転、全焼したキハ42056

1940年1月29日に西成線の安治川口駅で発生した列車脱線火災事故は、キハ42000形3両編成の最後尾車キハ42056が脱線転覆、燃料のガソリンに引火して満員の通勤客が脱出できないまま全焼し、犠牲者189名を出す大惨事となった。事故原因は駅員が列車通過中に分岐器を転換したという誤操作であり、車両自体に直接の欠陥があったわけではないが、気化・引火しやすいガソリンを鉄道車両に使用することの危険性が指摘され、発火しにくくより安全な軽油を燃料とするGMH17を代替するディーゼルエンジンの開発が急がれた。この事故により、被災車1両（42056）が廃車となっている。

### 燃料統制と戦中・戦後直後の混乱
戦争の激化に伴い燃料統制が進んだ結果、ガソリン動車の使用は縮小され、他の気動車同様に使用不可能となり、大半が各地の車庫や側線に放置された。なお、客車代用としての使用例があまり見られなかったが、これは軽量化を目的とした簡易連結器の強度が低く、客車列車に組み入れる場合には必ず最後尾に連結しなければならないなど、客車との混用が難しかったためである。
1945年5月には内燃動車が燃料不足などで全面運休となり、キハ42000形は20両が休車、客車代用として2両、倉庫代用として1両が使われ、キハ42500形も全車倉庫代用となっていた。1947年までに4両（キハ42010, 42020, 42025, 42030）が戦災などで廃車になり、このうち、所在が明らかにならなかった42020と42025は行方不明車として処理された。
戦後になり内燃動車の運転は再開されたが、1949年までにさらに8両（キハ42000, 42004, 42015, 42017, 42024, 42035, 42037, 42054）が廃車となった。このうち6両が私鉄で再起した。42000は車体を利用して1969年に救援車ナヤ6566に改造されて車籍復活し、42035は国鉄に復籍して42506と改番されている。

### 液体変速機・総括制御試験
国鉄気動車で最初に液体変速機を搭載したのはキハ41000形41038・41105の2両で、1936年から1940年にかけて試験が行われた。この変速機は1935年に神戸製鋼所がスウェーデンのユングストローム社のライセンスにより製作したリスホルム・スミス式のDF11.5で、乾式単板形電磁空気作動式のタイプであった。当初は故障続きも1940年には一定の成果を残したが、戦争により開発は中断された。
この変速機は戦後は2台とも行方不明となっていたが、国鉄高砂工場に保管されていることが突き止められ、1949年3月に振興造機が引き取り整備した。1951年10月にDMH17ディーゼルエンジンが完成したのに合わせ、キハ42000形キハ42013のGMH17をDMH17に換装してDF1.15変速機を搭載し、キハ42503に改番して試験が開始された。
名古屋地区で試運転が実施されたのを経て、11月27日からは東海道本線平塚 - 茅ケ崎間、御殿場線国府津 - 沼津間で試運転が実施された。11月27日の東海道本線での試験は平坦線のため良好であったが、翌日の御殿場線での試験では谷峨 - 駿河小山間の25パーミル急勾配で変速機の油漏れが発生し、振興造機に送って修理された。12月22日の川越線・八高線大宮 - 八王子間での試運転ではクラッチ滑りが発生して摩擦板押付圧力の調整が必要となり、安定したのは年明け後であった。
1952年1月17日の試運転で八高線金子 - 箱根ケ崎間の20パーミル勾配の登板に成功し、1月20日より川越線での営業運転が開始された。しかしその4日後にベローズの油漏れで営業運転は中止となり、国鉄で調整が繰り返されたが最終的に振興造機で修理された。3月には液体式改造2号車となるキハ42000形キハ42504（旧キハ42014）が完成して川越線の営業列車に使用されたが、6月9日に油漏れが発生し名古屋工場へ回送された。そこで修理の際に金属ベローズを合成ゴム製オイルシールに置き換えたところ、油漏れが解消された。
1952年10月にはキハ42503・42504による総括制御試験が開始され、12月9日に成功した。これを受けて液体式ディーゼル動車の試作車としてキハ44500形4両が製造され、神鋼造機によるTC2形変速機が搭載された。この液体変速機完成に先行して総括制御可能な電気式気動車としてキハ44000・44100・44200形が試作されたが、電気式の量産車は登場しなかった。
1953年3月からは、キハ42503・42504に新潟コンバータ製DF115液体変速機を搭載しての5万 km耐久試験が川越線で実施された。DF115はリスホルム・スミス式をアメリカのツインディスク・クラッチ社で改良したもので、湿式多板形電磁空気作動式のタイプであった。新潟鐵工所とツインディスク・クラッチ社の合弁で新潟コンバータを設立して製造が開始され、振興造機のTC2とともに同一の性能で国鉄標準の液体変速機2種類の1つに採用された。DF115も実用化され、キハ42503・42504は引き続き液体式で運用された。

### 車軸・車輪折損対策
キハ42000形グループ戦前型の装備するTR29形台車の車輪は、駆動輪も含め、戦前はごく一般的であったスポーク式車輪であった。
| 年度 | 車軸折損 または入疵 | 車輪折損 または入疵 |
| ---- | ------------------- | ------------------- |
| 1953 | 17                  | 25                  |
| 1954 | 13                  | 6                   |
| 1955 | 10                  | 3                   |

ガソリン動車時代はGMH17エンジンのトルクが低かったこと（および、それ以外のトラブルが遙かに多かったこと）もあってさほど問題にはならなかったが、それでも駆動輪のスポーク折損は時折発生していた。戦後、ガソリンエンジンよりもトルクの強いディーゼルエンジンへの換装が始まった1951年頃から、42500形では駆動輪のスポークが折損、またはひびの入る事故が続発するようになった（これは兄弟形式である41000形グループでも同様に発生した）。1955年9月14日には、相模線でキハ41300形41314がスポーク折損に伴って脱線転覆に至る重大事故も起きている。
スポーク車輪の破損を防止する最も単純な対策は、スポーク車輪自体を廃してより強度に勝る円盤状のプレート車輪に変更することであり、戦後製造の42600番台グループは駆動輪が最初からプレート車輪仕様とされ、戦前形も駆動輪交換が順次進められた。
しかし、破損は車輪のみならず、車軸にも及んだ（戦後製の42600番台も例外でなかった）。車輪や車軸の補強改良が進んだが、それでも問題の根治には至らなかった。
国鉄の中・大型機械式ディーゼル動車で続発したこれらの部材疲労による破損問題に対し、1954年末から鉄道技術研究所が対策目的の測定を行った。当初はディーゼル機関の不釣り合い振動やねじり振動に起因するトルク変動が原因と思われたが、精密な測定で導き出された事実は異なっていた。列車の発進時に、車輪とレールとの間で滑りと粘着が繰り返される際、車軸の自励的なねじり振動が発生し、その応力が極度に過大であった故に、車軸やスポークの破壊を招いていたのである。
対策であるが、ねじり振動に耐えられるほどに車軸を太くするとおよそ実用的でない太さになってしまうことがわかった。そこで問題の根治策として、エンジン・クラッチの制御系改良が図られた。この改良は次のようなものであった。
- ディーゼルエンジンの調速ガバナについて、従来標準装備だったが変速操作時の過回転をきたしやすい機械式ガバナに代わり、全回転域で燃料噴射の安定制御ができる真空式ガバナへ変更。
- クラッチ動作はもともと空気圧シリンダによる遠隔式であるが、シリンダに空気溜めを追加してクラッチ作動の速度を緩和。

以上の対策で、車軸自励によるねじり振動発生はようやく抑制に至った 。
なお、1952年製造のキハ42500形同型車で同様なトラブルに悩まされた夕張鉄道キハ200形の場合は、駆動系部品の相次ぐ強化の末、1957年にエンジンと変速機の間に流体継手を装備するトルク変動緩和策で問題を解決している。

## 称号改正と液体式への改造

### 称号改正・塗装変更
1957年4月1日に実施された気動車の称号改正によりキハ07形に改正された。戦前製は0番台、戦後製は100番台に区分の上で改番された。
0番台（42500 - 42542 > キハ07 1 - キハ07 43）
100番台（42600 - 42619 > キハ07 101～キハ07 120）
1959年からは新たな気動車標準色である朱色とクリーム色に塗り替えられた。新旧塗装とも前面の塗り分けに80系電車に類似したいわゆる「金太郎の腹がけ」としたものもあり、(直江津機関区所属車(旧色)と米子鉄道管理局の一部車両(新色))があった。

### 液体式化改造車
増備が進む液体式気動車との共通運用を容易にするため、1960年から1963年にかけて戦後製100番台のうち15両の変速機が機械式から液体式のTC-2に交換されて総括制御可能となり、200番台へ改番された。前面には2連のジャンパ連結器が設置され、連結器も小型密着自動連結器に変更された。
これら15両は名寄本線、深名線、樽見線、太多線、明知線、木次線などに投入され、1970年まで使用された。
200番台
- キハ07 118 > キハ07 201
- キハ07 119 > キハ07 202
- キハ07 101 > キハ07 203
- キハ07 102 > キハ07 204
- キハ07 103 > キハ07 205

- キハ07 109 > キハ07 206
- キハ07 110 > キハ07 207
- キハ07 107 > キハ07 208
- キハ07 108 > キハ07 209
- キハ07 111 > キハ07 210

- キハ07 112 > キハ07 211
- キハ07 113 > キハ07 212
- キハ07 104 > キハ07 213
- キハ07 105 > キハ07 214
- キハ07 120 > キハ07 215

### 晩年
戦前型・戦後型を合わせても1950年代の実働両数は60両余りに過ぎなかったが、運用区域は広範で、各地で普通列車として運用された。1950年代中期までは川越線や山陰本線京都口など主要都市近郊での編成運転も見られたが、10系気動車に始まる後続の液体式気動車に追われて地方路線に散った。
昭和30年代前半以降、一部は北海道に転用され、長距離運用に備えてトイレが設置された車両も存在、また時にスノープラウを装備して、深名線や名寄本線のような酷寒地の路線でも運用された。1基エンジン・1軸駆動で決して強力とは言えない車両ながら、原型機械式車・液体式改造車のいずれも急勾配路線での運用記録があり、明知線、宮原線、木次線といった33パーミルの連続勾配を擁する路線でも用いられていた。
1960年代に入ると車齢の高い戦前製車から廃車・私鉄払い下げが本格化、1964年以降は戦後製グループも整理対象となった。0番台は宮原線用の41 - 43が1969年まで使用され、国鉄で最後まで使用された機械式気動車となった。200番台も木次線で使われていた213 - 215が1970年まで在籍した。国鉄での旅客営業用で根本的な形態変更を生じた事例はほとんどない。

## 改造車

### ナヤ6566（ナエ2703）
終戦直後の1949年9月に廃車になったトップナンバーのキハ42000の廃車体を、1951年3月に鹿児島車両所で救援客車ナヤ6566として車籍復活させたものである。中央扉は埋め込まれてステップは除去され、その位置にトイレが設置され、砲弾型のケーシングに収められた尾灯が特徴的であったが、その他は原形をよく保っていた。
1953年の車両形式称号規程改正によりナエ2703に改番された後、1963年に廃車。

### キユニ07形
四国地区の客車列車の気動車化によって不足した郵便荷物車の増備のため、1960年に多度津工場で4両（キハ07 22, 27, 15, 23 > キユニ07 1 - 4）が改造された。
車体の前位を荷物室、後位を郵便室とし、荷重は荷物室5t、郵便室4tで積載可能な郵袋数は278個であった。既設の引戸は、中央部のものを除いて埋め込まれ、荷物室には幅1.8mの両開き式、郵便室には幅1mの片開き式の引戸が新設された。前後の客用扉の跡には、乗務員用の開き戸が新設されている。当初は、液体式に改造される計画であったようだが、機械式のままとされ、単行運転の場合は自走したが、液体式の気動車と併結する場合は協調運転を行なわずに牽引され、その際の発電用に従台車に車軸発電機を装備した。形式図では前後扉のステップ跡が残され、トイレも設置されているが、前者は撤去されており、後者は設置されなかった。
高松運転所に配置され、1966年まで使用された。

### キハ07 901
世界的に普及の兆しを見せていたガスタービン動車を日本においても研究するため、日本鉄道車輌工業協会が中心となって「ガスタービン車両技術委員会」が発足し、国鉄の車両設計事務所、鉄道技術研究所、メーカー15社が参加し、運輸省から研究補助金を受けて実車試験を行うことになった。この目的で、大垣機関区で廃車になったキハ07 204を種車として、ガスタービンエンジンを搭載する改造が行われた。ガスタービンエンジンは石川島播磨重工業がゼネラル・エレクトリックとの技術提携で製作したヘリコプター用IM100-2形（CT58形）ターボシャフトエンジン (1,050 PS/19,500 rpm) で、これを床下に搭載し、トルクコンバータ無しの一段減速機械式動力伝達装置を介して片方の台車の2軸を駆動する構造となっている。設計最高速度は150 km/h。この改造の際に動力台車をキハ181系気動車と同型のDT36Bに交換された。鉄道技術研究所での連続153 km/h性能試験を含む台上試験を1968年度（昭和43年度）に行い、最大推進軸伝達馬力は152 km/hで1,062 PS、最大動輪周引張力は85 km/hで2,050 kgを記録した。
これを受けて本線上でも試験走行を行なうこととなり、1969年11月に汽車製造東京製作所で再改造のうえキハ07 901として車籍復帰した。その際、付随台車のTR205Bへの交換とFRP製の流線形前面の取付けが行われた。1970年2月より磐越東線郡山 - 船引間23.1 kmで試験が行われた。この試験では7ノッチ起動後60秒で55 km/hに達する加速性能を記録し、最大動輪周引張力は2,500 kg、懸念されていた騒音はディーゼル動車と同等とされたが、力行速度が想定より低かったこともあり燃料消費率は既存の急行用ディーゼル動車の1.8倍に達した。さらに同年7月には川崎重工業製のKTF1430 (1,230 PS/18,500 rpm) を床上に搭載して同じく磐越東線で走行試験が行なわれた。こちらでは7ノッチ起動後60秒で57.5 km/hに達する加速性能で、最大動輪周引張力は3,100 kg、騒音は機関の床上搭載の効果によりディーゼル動車より低減し、減速比を大きくして燃費の良い回転数を中心に使用したことから燃料消費率は現行ディーゼル動車の1.4倍に改善した。これらの試験結果を基にしてキハ391形気動車が製作されることとなり、1971年に再び役目を終えて除籍された。

### キヤ91 1（ヤ395）
電化工事用職用車のうちの建柱車として、キハ07 201をベースに1969年に郡山工場で改造された。台枠以上の車体は取り払われ、台枠強化のため従来の台枠の上に別の台枠を組んで厚みを増し、その上に建柱用のジブクレーン、コンクリートミキサおよびディーゼル発電機、一端に運転台を設けている。種車の機関は残されて自走可能であったが、台車は重量の増した車体を支えるため、キハ10系用のDT19/TR49に交換されている。試用の結果、気動車では乗務員の手配、検修等に問題があり、1970年3月に電気回路の改造を実施して最高運転速度を45km/hに抑え、同時に貨車に車種変更してヤ395に改番した。同用途のヤ360形（穴掘車）、ヤ370形（骨材車）、ヤ380形（材料運搬車）、ヤ390形（装柱車・旧キヤ90形）とともに房総西線の電化工事に使用され、その後旧大網駅構内で長期休車の後、1984年に廃車となった。

### キヤ92 1
電気検測車として、き電停止時でも検測できるよう気動車であるキハ07 205をベースに1970年に郡山工場で改造したもので、架線の測定機能の他に信号・通信関係の検測機能も備え、交流電化区間の検測も可能である。車体は、基本的に種車の構造を活かしているが、前位寄りの屋根上に検測用のパンタグラフ（下枠交差式）を3基搭載するため、その部分の屋根は低屋根化されており、後位寄りには架線観測用のドームが設けられている。床下には走行用の他に測定機器の電源用エンジンを装備している。台車は、改造当初は種車のままであったが、後にDT19/TR49に交換された。
後継のキヤ191系試験車が登場したため、1976年に青森運転所で廃車になり、東京都国分寺市の中央鉄道学園（国鉄職員の研修施設）で教材として使用されたが、1985年頃に同学園の閉鎖とともに解体された。

## 私鉄での使用
キハ42000形は戦後も追加新製が行われており、戦後すぐの段階では事故・戦災廃車を除いて払い下げ対象とはならなかった。この時期は戦時中の私鉄買収に伴う種々雑多な買収気動車群の整理・廃車が優先されており、私鉄からの気動車払い下げ申請には原則的にこれらが充てられていた。そのため、この時期に本形式と同クラスの大型気動車の確保を企図した夕張鉄道と南薩鉄道の2社は、本形式をベースとした車両を1952年に相次いで自社発注している。
1940年代後半以降には事故廃車5両、戦災廃車2両が羽幌炭礦鉄道、茨城交通などに譲渡された。1961年から1969年にかけては液体式のキハ10系やキハ20系の増備で余剰となった車両のうち18両が同和鉱業、有田鉄道、江若鉄道、関東鉄道などに払い下げられた。

### 羽幌炭礦鉄道
北海道の羽幌炭礦鉄道にはキハ42015が譲渡され、当初は客車のホハフ5となった。完全なトレーラー車で、中央の扉も埋められていた。1958年7月に釧路製作所でDMH17Bを搭載するディーゼル動車に改造され、キハ1001となった。前面は運転台窓の直上に前照灯が設置され、運転台窓には旋回窓が設けられていた。
キハ1001は1958年8月1日に運用を開始し、最高速度は90km/h・平均速度50km/hで、築別炭砿駅 - 築別駅間の所要時間は29分に短縮された。しかし1962年に火災事故で焼失し、廃車となった。

### 茨城交通
茨城県の茨城交通には戦災廃車となったキハ42025・42030が譲受され、当初は客車として復旧した。1951年から1952年にかけてDA55エンジンを搭載するディーゼル動車に改造され、ケハ301・302となった。
ケハ301は茨城線、ケハ302は湊線で使用された。両車とも戦災復旧車であるため車体中央部が垂れ下がり、車内の状態も良くなかったとされる。

### 関東鉄道・鹿島鉄道

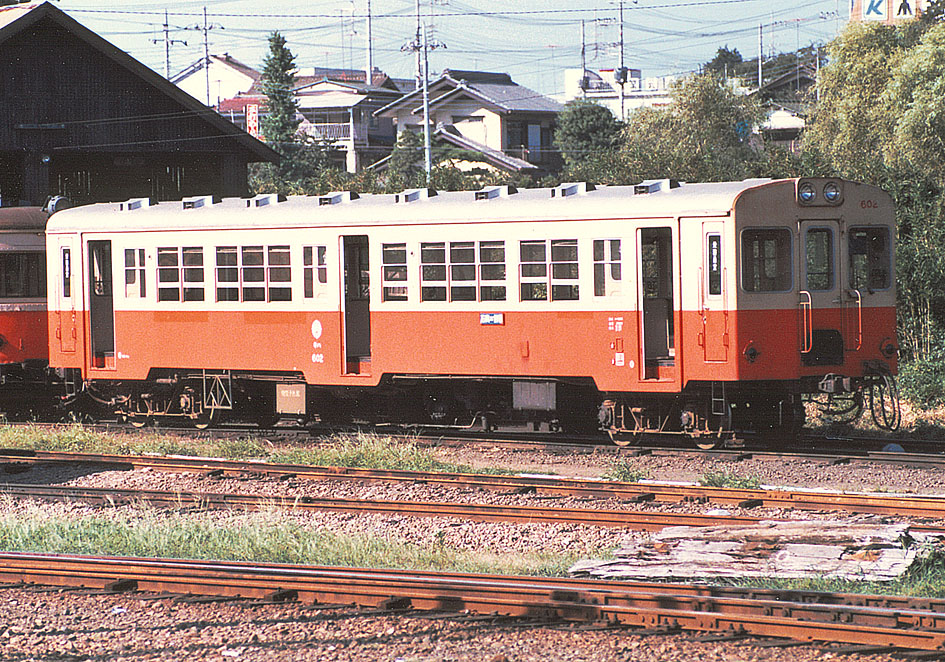
旧塗装時代の鹿島鉄道キハ602（元キハ07 32）

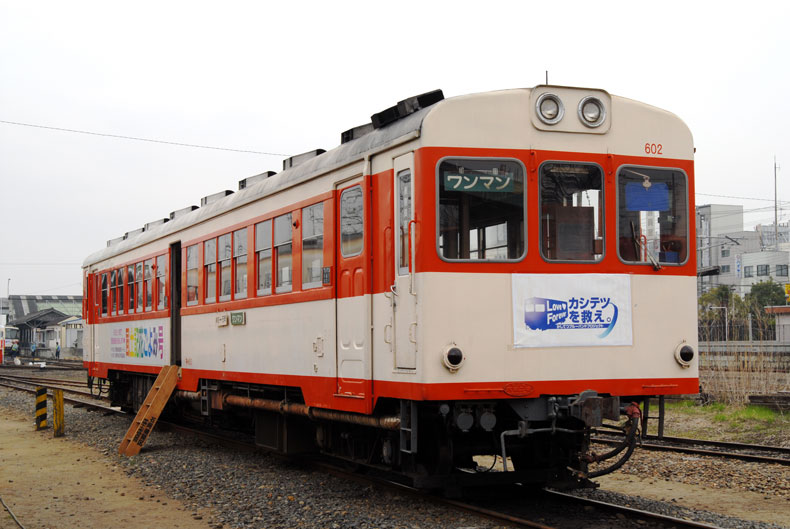
運用末期の鹿島鉄道キハ600形602号 石岡機関区（2006年3月16日

茨城県の関東鉄道は常総筑波鉄道と鹿島参宮鉄道が1965年に合併して成立した会社で、1979年に筑波線が筑波鉄道に、鉾田線が鹿島鉄道に分離された。
常総筑波鉄道時代の1951年に国鉄で廃車となったキハ42004が譲渡され、キハ42001となった。1957年に液体式化改造されている。1960年には総括制御化、自社発注車キハ42002の片運転台化で発生した前面2枚窓の前頭部への交換が行われて片運転台車のキハ704となった。1975年には中央扉の両開き化やステップの撤去、1983年には台車のDT19・TR49への交換が施工されている。
1962年から1963年にかけては鹿島参宮鉄道にキハ07 26・29・30の3両が入線してキハ42502・42503・42501となった。キハ42502は1968年に液体式化とロングシート化、1974年に総括制御化、片運転台化、中央扉の両開き化が行われてキハ612となった。キハ42503は1965年に液体式化とロングシート化、1974年に総括制御化が施工されキハ600形キハ601となった。キハ42501は1967年に液体式化とロングシート化、1974年に総括制御化、片運転台化、中央扉両開き化などが実施されキハ610形キハ615となった。
1965年にはキハ07 35が入線してキハ42002となり、間もなくしてキハ705に改番された。1967年に液体式となり、1975年に総括制御化、片運転台化、中央扉両開き化でキハ613となった。関東鉄道発足後の1966年にはキハ07 32が入線してキハ42504となり、後に液体式化などキハ601と同様の改造が実施されてキハ602となった。
1970年には江若鉄道よりキハ5121・5122が入線し、当初は江若鉄道時代と同じくハ5010を挟んだ3両編成で使用されたが、1971年のワンマン化で2両編成となった。1972年にキハ521・522となり、1975年には車体を改造して竜ヶ崎線で使用された。
1972年には加越能鉄道加越線の廃止でキハ162・173が入線し、キハ551・707となった。キハ551は江若鉄道キハ5124時代に総括制御化・前面貫通化が実施されていた。1973年にキハ707・611に改称され、両者とも1974年に片運転台化、ロングシート化、ステップ撤去が実施されている。1972年の北陸鉄道能登線廃止で入線したキハ5251は、1975年に総括制御化、片運転台化、ステップ撤去、ロングシート化が施工されている。
これらのキハ07形譲受車はその後廃車が進み、最終的に鹿島鉄道キハ601・602の2両（キハ42032、42036。1936年/1937年製）が残るのみとなった。キハ601・602は前面形状を平妻に改造、窓はアルミサッシとなり、車輪はプレート車輪に交換、機関も出力180 PSのDMH17Cに換装されたが、台車は菱枠形のTR29で残されていた。1994年に冷房化改造が施工されている。この2両は現役最後の42000形気動車、かつ第二次世界大戦前製造車では日本最後の現役営業気動車となった。
鹿島鉄道線は2007年3月31日に廃止となり、キハ601・602も廃車となった。2両の車齢は廃車時点で約70年に達しており、日本の一般旅客営業用気動車の中でも史上最長の運用期間記録である。

### 加越能鉄道
富山県の加越能鉄道には、石動駅 - 庄川町駅間を結ぶ非電化路線の加越線用として1966年にキハ07 106が譲渡され、キハ173となった。1969年には江若鉄道のキハ5124が譲渡されてキハ162となった。1972年9月の加越線廃止により2両とも関東鉄道に再譲渡された。

### 北陸鉄道
石川県の北陸鉄道には、羽咋駅 - 三明駅間の能登線用として1964年にキハ07 31が譲渡され、液体式に改造されてキハ5251となった。1972年6月の能登線廃止により関東鉄道に再譲渡された。

### 江若鉄道
滋賀県の江若鉄道には1948年に国鉄で事故廃車となったキハ42054が1953年に譲渡され、C18形キハ18となった。車体の歪みを補正するため、床下にトラス棒が設置されている。1956年には廃止となった長門鉄道からキハ11（元国鉄キハ42017）が譲渡されC19形キハ19となった。キハ19は長門鉄道時代にロングシート化されており、江若鉄道入線後にトラス棒が設置されている。1961年から1963年にかけてはキハ07 1・2・9・24・38の5両が入線してC18形キハ20 - 24となり、キハ21以外の4両が液体式に改造された。
1960年から1961年にかけてはキハ18・19の片運転台化、前照灯シールドビーム2灯化、ロングシート化、自動扉化、総括制御化が施工され、ハ5010を挟んだ3両固定編成となった。キハ24は両運転台のまま両前面とも貫通型に改造された。1961年にはこれら3両の改番が実施され、キハ18はC-28SM形キハ5121、キハ19はL-29SM形キハ5122、キハ24はC29M形キハ5124となった。
江若鉄道は国鉄湖西線建設に伴って1969年に廃止となり、キハ5121・5122は関東鉄道へ、キハ5124は加越能鉄道へ譲渡された。

### 有田鉄道
和歌山県の有田鉄道には1949年にキハ42037が譲渡され、キハ210となった。入線後にエンジンがDA55に換装されている。1969年には液体式のキハ07 206・207が譲渡され、番号はそのままで使用された。
1975年に富士急行からキハ58形3両が入線したのに伴い、キハ210とキハ07 206・207の3両は予備車となり、その後廃車となった。

### 同和鉱業

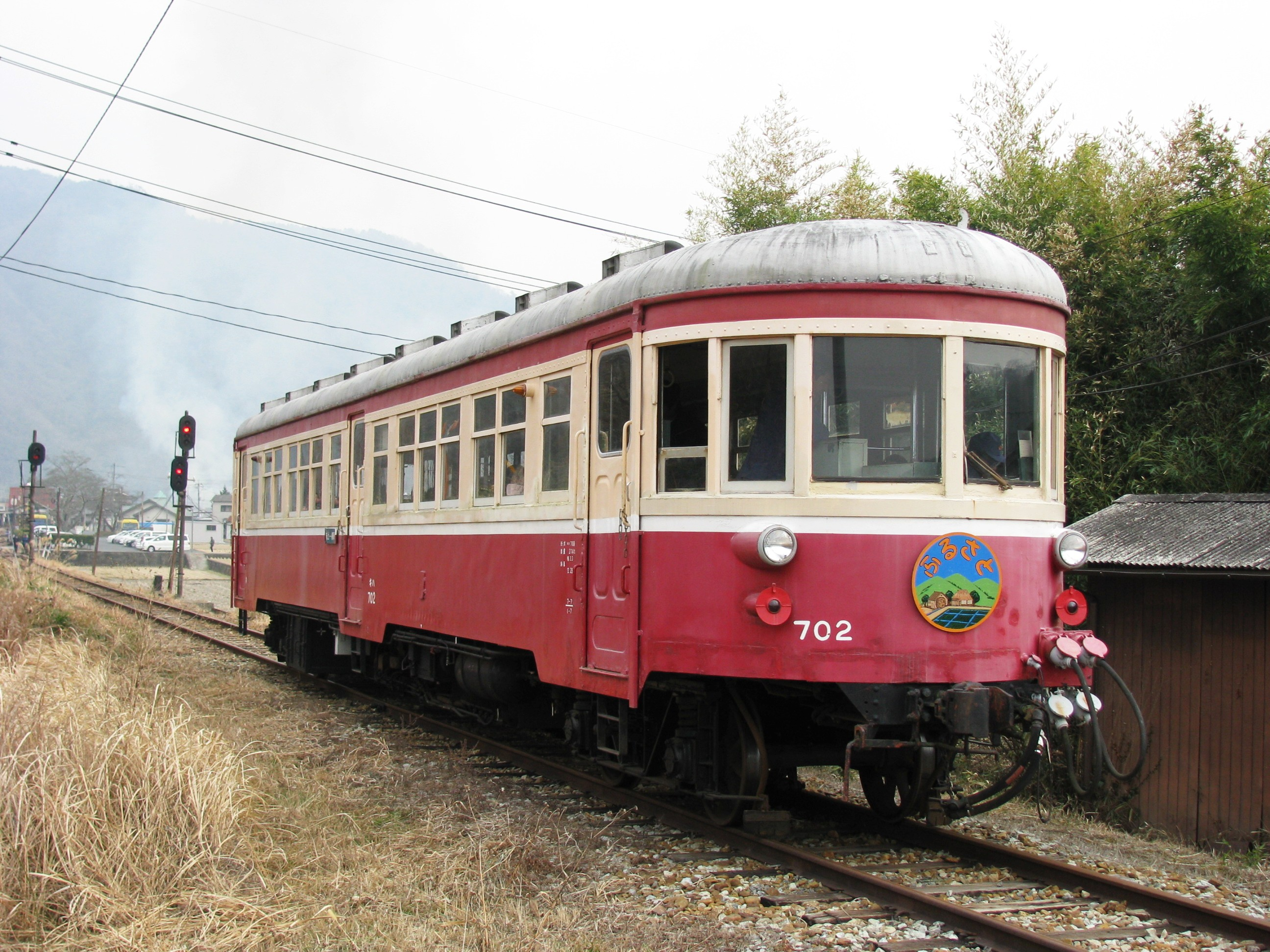
同和鉱業キハ702（元キハ07 5）（2011年2月6日）

岡山県の同和鉱業片上鉄道事業所には1966年にキハ07 4・5・8が譲渡され、キハ701 - 703となった。キハ701・702は元キハ07 4・5（旧キハ42503・42504）で、1951年～53年にかけての液体式変速機開発試作時の試験車であった経歴を持つ。キハ703は元キハ07 8で入線時に液体式化改造されてDF115液体変速機が搭載された。1968年には前面窓の一段窓化、前照灯のシールドビーム2灯化が実施されている。
キハ703は1972年に廃車となり、水島臨海鉄道へ譲渡された。片上鉄道は1991年3月に廃止となったが、キハ702は吉ヶ原駅跡地の柵原ふれあい鉱山公園で動態保存されている。

### 水島臨海鉄道
岡山県倉敷市の水島臨海鉄道には、倉敷市交通局時代の1969年に国鉄で廃車となった液体式のキハ07 202が譲渡され、キハ320となった。倉敷市交通局の鉄道事業は1970年に水島臨海鉄道へ譲渡されている。キハ320は、先だってに夕張鉄道から購入したキハ301-ナハニフ153-キハ302のDC編成の検査時に同編成に組み込む必要があることから、川崎重工神戸工場にて減速比の変更を行った。また、屋根の塗装を灰色から青緑色へ変更、室内・車体外板の整備等が行われている。
さらに、1973年には同和鉱業で廃車となったキハ701が譲渡されてキハ321となった。
キハ320・321は元国鉄キハ10系の入線に伴って1980年に2両とも廃車となった。

### 長門鉄道

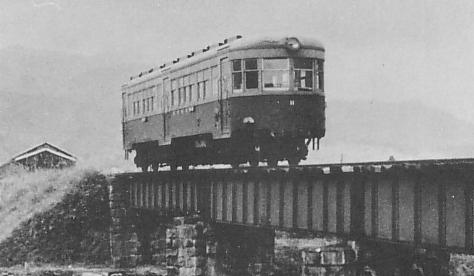
長門鉄道キハ11

山口県の山陽本線小月駅と西市駅を結んでいた長門鉄道には、1949年に廃車となったキハ42017が譲渡され、キハ11となった。長門鉄道は1956年5月に廃止となり、キハ11は江若鉄道へ譲渡されてC19形キハ19となっている。

### 譲渡車一覧
- キハ42004 > 常総筑波鉄道キハ42001 > 常総筑波鉄道キハ704 > 関東鉄道キハ704
- キハ42015 > 羽幌炭礦鉄道ホハフ5 > 羽幌炭礦鉄道キハ1001
- キハ42017 > 長門鉄道キハ11 > 江若鉄道キハ19 > 江若鉄道キハ5122 > 関東鉄道キハ522
- キハ42025 > 茨城交通ケハ302
- キハ42030 > 茨城交通ケハ301
- キハ42037 > 有田鉄道キハ210
- キハ42054 > 江若鉄道キハ18 > 江若鉄道キハ5121 > 関東鉄道キハ521
- キハ07 1 > 江若鉄道キハ22
- キハ07 2 > 江若鉄道キハ23
- キハ07 4 > 片上鉄道キハ701 > 水島臨海鉄道キハ321
- キハ07 5 > 片上鉄道キハ702
- キハ07 8 > 片上鉄道キハ703
- キハ07 9 > 江若鉄道キハ20
- キハ07 24 > 江若鉄道キハ24 > 江若鉄道キハ5124 > 加越能鉄道キハ162 > 関東鉄道キハ551
- キハ07 26 > 鹿島参宮鉄道キハ42502 > 関東鉄道キハ42502 > 関東鉄道キハ612
- キハ07 29 > 鹿島参宮鉄道キハ42503 > 関東鉄道キハ42503 > 関東鉄道キハ601 > 鹿島鉄道キハ601
- キハ07 30 > 鹿島参宮鉄道キハ42501 > 関東鉄道キハ42501 > 関東鉄道キハ615
- キハ07 31 > 北陸鉄道キハ5251 > 関東鉄道キハ706 > 関東鉄道キハ614
- キハ07 32 > 関東鉄道キハ42504 > 関東鉄道キハ602 > 鹿島鉄道キハ602
- キハ07 35 > 常総筑波鉄道キハ705 > 関東鉄道キハ613
- キハ07 38 > 江若鉄道キハ21
- キハ07 106 > 加越能鉄道キハ173 > 関東鉄道キハ707 > 関東鉄道キハ611
- キハ07 202 > 水島臨海鉄道キハ320
- キハ07 206 > 有田鉄道キハ07 206
- キハ07 207 > 有田鉄道キハ07 207

## 私鉄等向け同型車

### 台湾総督府鉄道キハ300形・キハ400形

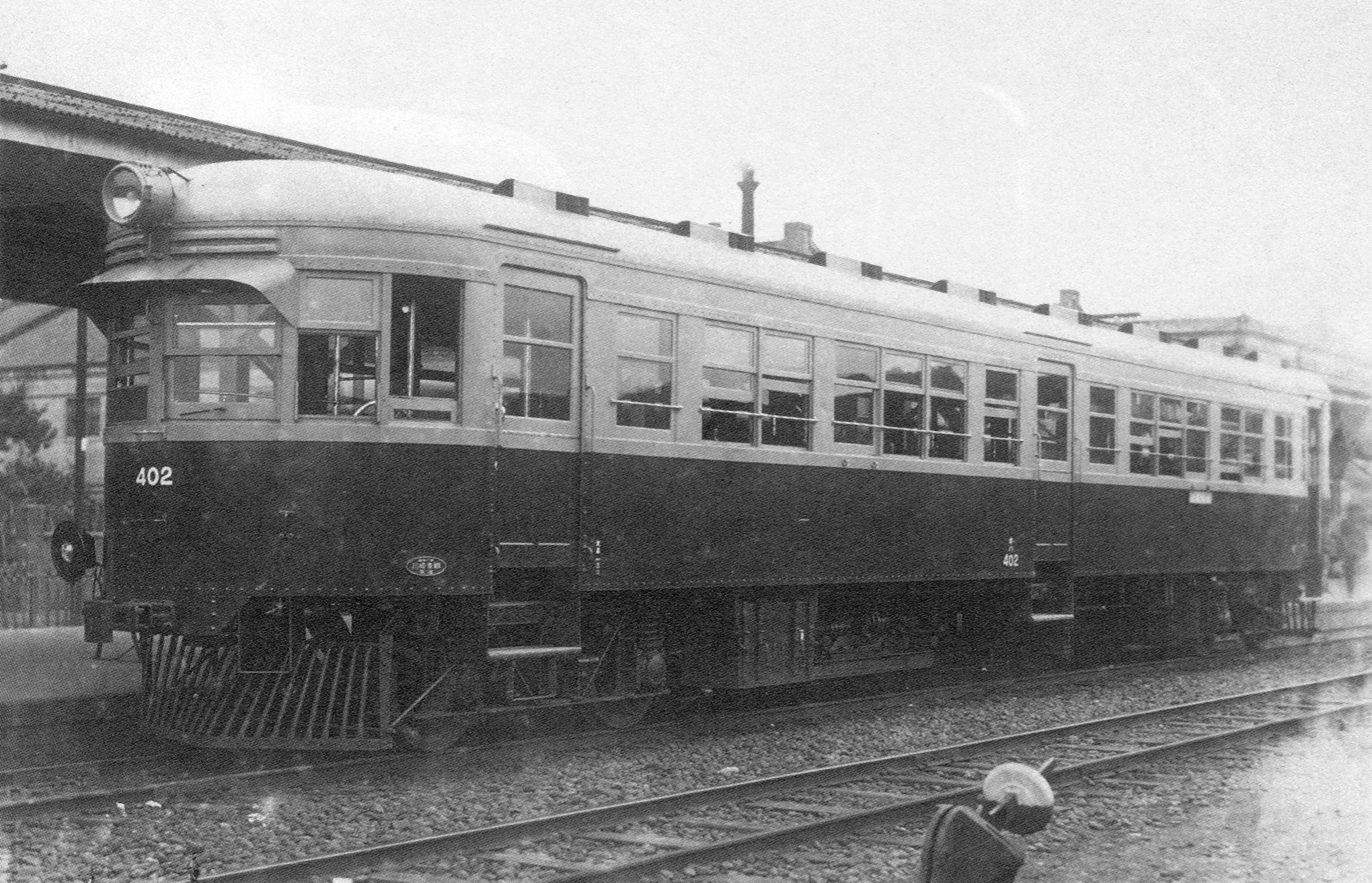
台湾総督府鉄道キハ400形

台湾総督府鉄道のキハ300形・キハ400形はキハ42000形に類似した車体で、1935年度から1937年度にかけてキハ300形が日本車輛製造で7両、キハ400形が川崎車輛で6両製造された。1937年にはナキハ2300形・ナキハ2400形にそれぞれ改称されている。
日本統治時代終了後、台湾鉄路管理局が成立した1948年にはTGR9130形・TGR9140形に改称され、翌1949年にはGA9130形・GA9140形、その翌年1950年にはGA2300形・GA2400形と改称された。その後カミンズ製ディーゼルエンジンに換装されて形式もDR2300形・DR2400形に改称された。
1955年以降は前面が平妻タイプに改造され、1981年からはDR2500形と同型の車体に更新されている。1998年からのDR1000形の投入により廃車となった。

### 夕張鉄道キハ200形

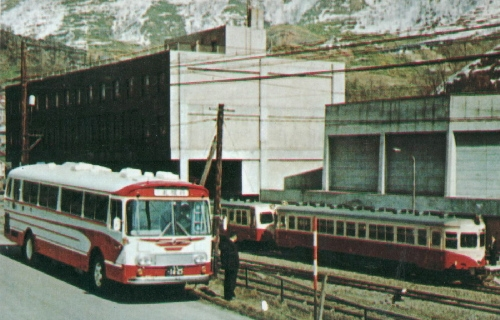
夕張鉄道キハ200形

夕張鉄道は客貨分離のためキハ42600形タイプの同型車を導入することになり、1952年にキハ200形キハ201・202の2両が新潟鐵工所で製造された。外観はキハ42600形に類似するが、前面窓は4枚で雨樋は省略された。機関はDMH17と同系の新潟鐵工所製LX8Xで、出力は150馬力であった。
1957年に機械式変速機のまま流体継手を追加装備する改造を受けた。1960年には中央扉が埋め込まれ2扉車となり、後に前面窓と側面上段窓のHゴム化、下段窓のアルミサッシ化などの改造が施工されている。
1975年の夕張鉄道廃止後は岩手開発鉄道へ2両とも譲渡され、キハ202が整備の上でキハ301となった。キハ201は部品取り車となった後に解体されたとされる。キハ301は機械式のまま使用されて末期は予備車となり、1992年の旅客輸送廃止後も存置されていたが、1997年に廃車となった。動態保存の計画もあったとされるが、2001年に解体された。

### 南薩鉄道キハ100形

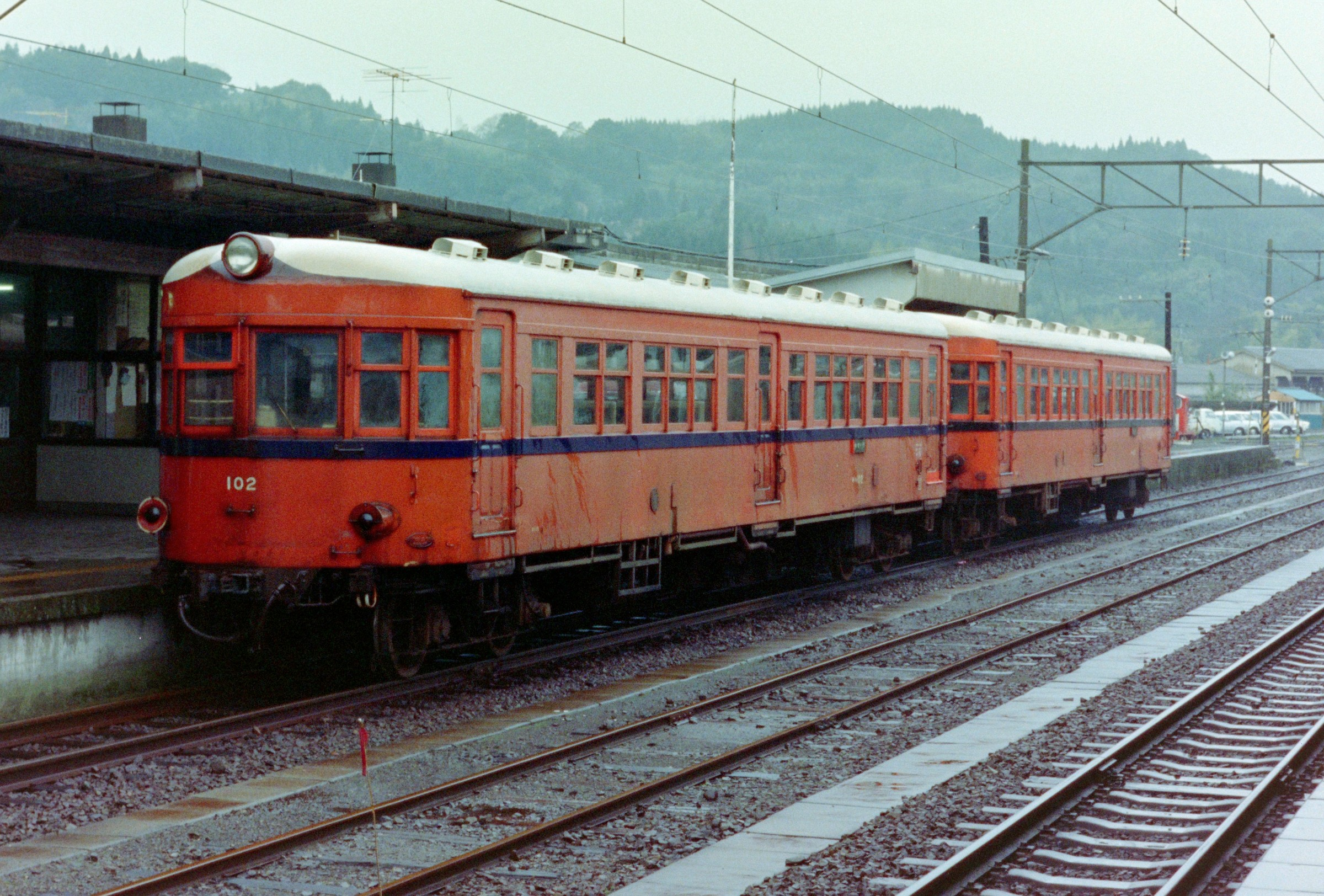
鹿児島交通キハ102+103
（伊集院駅、1983年）

南薩鉄道（後の鹿児島交通）が動力近代化のため1952年に投入したキハ100形は、キハ101 - 106の6両が川崎車輛で製造された。キハ42600形タイプの車両であるが、歯車比が大きく取られており、勾配線区での走行や貨車の牽引に対応している。側扉にはステップがなく裾部も一直線であり、尾灯も埋込式であった。車輪はスポーク車輪が使用されていた。
後に液体式に改造されたが、総括制御は不可能であった。また、乗降扉には空気圧により展開するステップが設置された。キハ101・105は郵便荷物車キユニ100形に改造されてキユニ101・105となった。
鹿児島交通の鉄道路線は枕崎線を最後に1984年3月に廃止となり、キハ103は旧加世田駅跡に開設された南薩鉄道記念館で保存されている。

### 準同型車
五日市鉄道のキハ500形はキハ42000形とキハ41000形の折衷タイプのガソリン動車で、1936年にキハ501・502の2両が新潟鐵工所で製造された。キハ42000形の前面とキハ41000形の側面が合わさった形の2扉車で、台車、機器類はキハ41000形と同一である。五日市鉄道は1940年に南武鉄道と合併、1944年の国有化を経てキハ501が東野鉄道へ譲渡、キハ502は茨城交通へ譲渡されてケハ502となった。

## 保存車

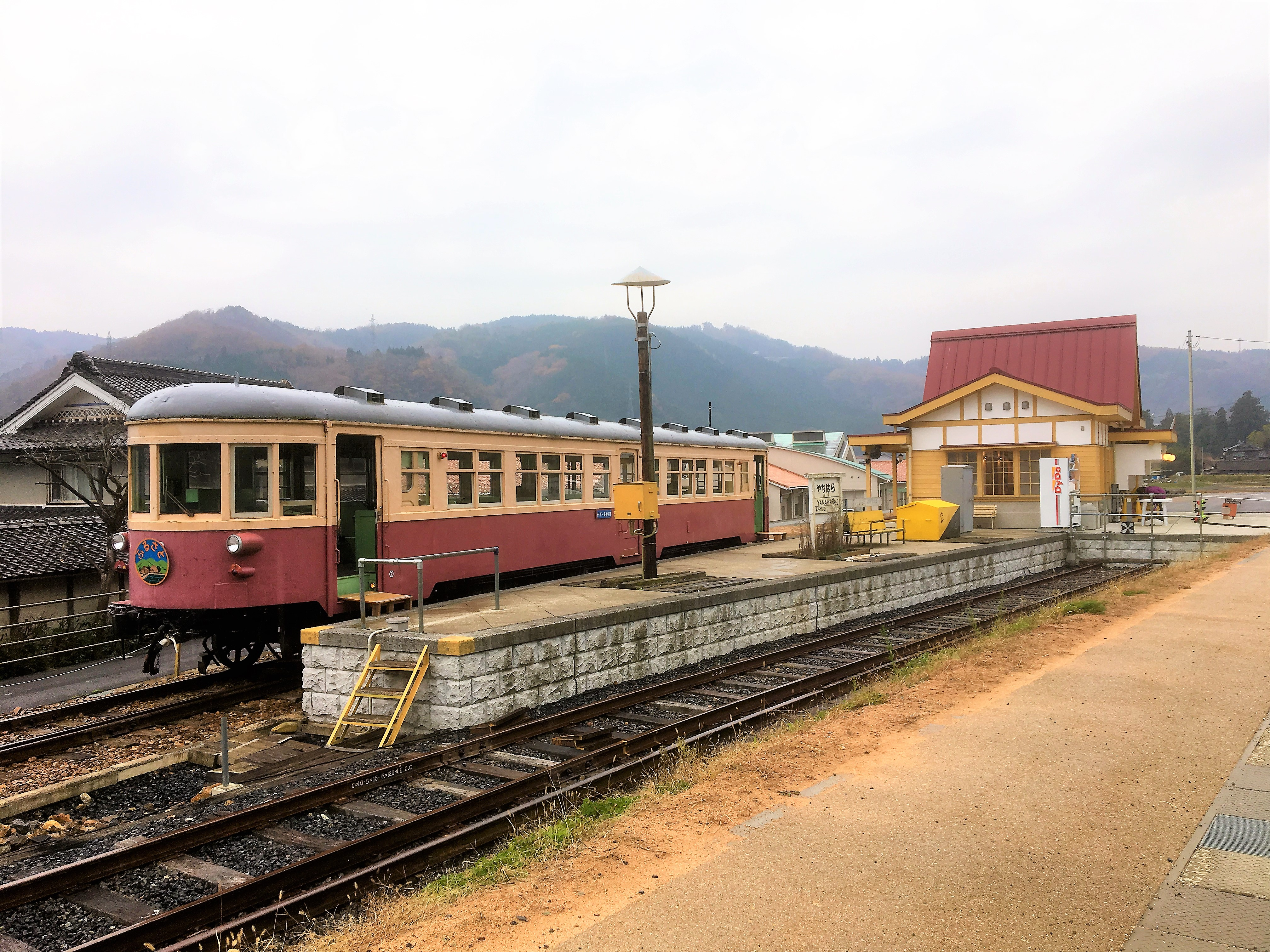
柵原ふれあい鉱山公園のキハ702

- キハ07 41（旧番号キハ42055）は宮原線での使用を最後に1969年に廃車後、豊後森機関庫で保管されていたが、1986年に大分運転所に移されて引き続き保管された後、2003年に修復され、九州鉄道記念館に展示車両として静態保存されている。この車両は、2022年3月、国指定重要文化財に指定された。[36][37]
- キハ07 5（旧番号キハ42029、同和鉱業キハ702）は1991年7月1日の片上鉄道廃止まで旅客営業に運用された後は柵原ふれあい鉱山公園で動態保存され、月に1回の割合で展示運転されている。なお、廃止以前の1968年1月に、ヘッドライトのシールドビーム2灯化工事が行われて[38]幾分イメージが変わったが、正面の流線形のフォルムは維持されている。
- キハ07 29（旧番号キハ42032、鹿島鉄道キハ601）は70年以上にわたって使用された現役最後の国鉄キハ42000形気動車であったが、2007年の鹿島鉄道の廃止による廃車後は、他の鹿島鉄道の車両1両とともに旧鉾田駅にて動態保存され、イベントで実際に運転された。その後、2009年11月に鉾田市に寄贈され、同年12月には鉾田市内の温泉施設にて引き続き動態保存されている。『鹿島鉄道キハ600形気動車』の項も参照。